# Fort Henry (Virginie-Occidentale)
Pour les articles homonymes, voir Fort Henry.
Fort Henry, initialement connu sous le nom de Fort Fincastle, est un fort établi en juin 1774 à proximité de la rivière Ohio, à l'emplacement de la ville actuelle de Wheeling en Virginie-Occidentale.
Construit sous la supervision du major William Crawford durant la guerre de Dunmore, le fort est initialement désigné sous le nom de Fort Fincastle en l'honneur de Lord Dunmore, gouverneur colonial de Virginie, avant d'être renommé Fort Henry en 1776 en l'honneur de Patrick Henry, premier gouverneur de la Virginie. Durant la guerre d'indépendance américaine, le fort subit deux attaques importantes de la part des Amérindiens alliés aux Britanniques, l'une en 1777 et l'autre en 1782.